# Teodor Llorente Falcó
Teodor Llorente Falcó   (València, 15 de març de 1869 - València, 2 de juny de 1949) fou un periodista i escriptor valencià, quart fill del poeta, traductor i escriptor Teodor Llorente i Olivares, líder de la Renaixença valenciana. Va esdevenir una figura clau en el procés d’unificació ortogràfica del valencià i en el treball per a la creació d’una atmosfera d’interès per part dels valencians envers la seua llengua. 

## Biografia
De tarannà regionalista moderat, es llicencià en Dret per la Universitat de València, com també ho feu en el seu dia el seu pare i també ho faria el seu fill Teodor Llorente Monleón. Se’l coneix, però, pels seus treballs com a periodista i escriptor. En alguns dels seus articles utilitzà pseudònims com Aradiel, Lucio, Juan de Antaño, Víctor Sánchez, Levantino, Mateo, El setentón o Jordi del Fenollar.
Durant els seus primers anys, el seu pare era director de Las Provincias, diari de caràcter conservador i de referència al País Valencià. El 1904 li cedí el càrrec, tot i que fins al 1911 no en va ser director titular, any de la mort de Teodor Llorente Olivares. A Las Provincias la temàtica valenciana era la principal, tot i que també esdevingué referent al País Valencià per la varietat de temes que tractava.
Fou gran defensor de la identitat valenciana, fet que es pot observar en les seues tasques periodístiques. Clar exemple és l’obra En defensa de la personalidad valenciana (1930), on expressa: "Es indudable que las lenguas que se hablan en Cataluña, Baleares y Valencia, son una misma. Sobre esto no hay discrepancia alguna” (de l’article "La unidad de la lengua", volum I, pàg.71). 
Aquesta obra, de dos volums, és el recull d’articles que publicà al diari des de 1930 a 1932 amb relació a diversos temes del País Valencià, entre els quals n’hi ha diversos sobre qüestions culturals, històriques, literàries, lingüístiques o econòmiques. Aquests escrits sorgiren en resposta a unes paraules d’un article de l’ABC en cursiva on es qualificava la llengua valenciana com a «dialecto desfigurado, empobrecido y castellanizado», així que els articles tenen un esperit de defensa de la llengua. En línia amb aquest clam, reivindicà l’ús del valencià en els registres cultes i populars, a les esglésies, i el traspàs de la llengua de generació en generació i la unificació ortogràfica. Fins i tot, proposarà la celebració d’un dia dedicat a la llengua valenciana. A més, Llorente Falcó expressà el seu desig de creació d’una acadèmia per al conjunt de la llengua catalana. https://interesperlallenguadelsvalencians.blogspot.com/2015/01/el-centro-de-cultura-valenciana-i-les.html
El 1915 va formar part del grup de fundadors del Centre de Cultura Valenciana (CCV), que fou un reflex de l'Institut d’Estudis Catalans (IEC), creat el 1907. El CCV, però, sorgí en defensa del bilingüisme que prevalia en el territori, amb un clar pes superior del castellà, ja que la societat valenciana estava fortament castellanitzada.
Va donar suport al grup que fundaren la revista Taula de Lletres Valencianes (1927-1930) i l'editorial L’Estel. Amb aquest grup fou un dels impulsors i signants de les Normes de Castelló (1932), un seguit de 34 normes ortogràfiques bàsiques que segueixen la línia de les Normes ortogràfiques del 1913 de Pompeu Fabra, però adaptades al valencià. Llorente Falcó aconseguí l'entesa entre els intel·lectuals de l’òrbita fabriana i els del grup de Lo Rat Penat, on justament ell participava activament, però els quals no s’havien involucrat en el procés d’unificació de la llengua. A l’article de Las Provincias “La unidad ortográfica" defensà la unió de tots els valencianistes en el procés.
També col·laborà a l’ABC, a La Ilustració catalana i altres revistes, i dirigí El Agrícola Levantino i La Exposición Valenciana.
Col·laborà amb Lluís Fullana, del grup ratpenatista, en les seues recerques filològiques que culminaren amb la publicació d’obres com la Gramàtica elemental de la llengua valenciana (1915) o el Vocabulari valencià-castellà (1921), a qui també donà suport en la seua candidatura a la Reial Acadèmia Espanyola, on finalment el 1927 fou escollit per al càrrec.
Tot i la seua defensa aferrissada del valencià i la seua independència, el seu tarannà regionalista entonava amb l'opció d’escriure en castellà. Al País Valencià, les Illes Balears, la Catalunya del Nord i l'Alguer la situació de la premsa en català era diferent de la del Principat. En llengua catalana hi havia revistes molt minoritàries, ja que les que predominaven eren les llengües de l’Estat (el castellà, el francès i l’italià). 
Las Provincias representava la dreta conservadora, mentre que El Pueblo era el mitjà de difusió del blasquisme populista. Els dos òrgans, però, defensaven el sucursalisme polític i el rebuig del catalanisme. El juny de 1938 aparegué l’Horta, un intent de diari en valencià, però només publicà tres números. Els intel·lectuals catalanistes escriviren a publicacions com Taula de Lletres Valencianes (1927-1930) o La República de les Lletres (1934-1936).

## Context
Teodor Llorente Falcó visqué durant la seua infantesa el període del Sexenni Democràtic, però veié en maduresa el desmantellament de la Restauració borbònica, marcada per una societat convulsa, de reivindicacions socials i polítiques.
Durant el transcurs de la Dictadura de Primo de Rivera (1923-1930) hi hagué una clara persecució del català, i amb l’arribada de la II República la llengua també patí diversos greuges. Durant aquest últim període, Las Provincias passà a ser el cinquè diari que s’imprimeix amb la tècnica innovadora en l’època de gravat en relleu, fet que va permetre que el format s'adaptés als diaris que ara hi ha actualment. 
Durant la Guerra Civil, el diari fou silenciat. Les impremtes varen ser confiscades, publicant-s'hi primerament uns fulls de la UGT i la CNT, i més tard esdevingué el diari anarquista Forja Social. Aquest silenci imposat durà els tres anys de la guerra (1936-1939).
Durant aquest període, membres del Front Popular assassinaren el seu fill Teodor Llorente Monleón, qui defensava idees monàrquiques i catòliques, i es posicionà a favor de la insurrecció del 1936 a València, tot i que resultà ser un intent fallit.
Llorente i Falcó s’exilià a Sant Sebastià el març de 1937 gràcies als oficis de l'alcalde José Cano Coloma. Allà dirigí la revista Valencia amb Joan Beneyto i Pérez i Mariano Cuber. Reflexions d’aquest període es poden llegir a Los valencianos en San Sebastian (1942), obra del mateix Llorente i Falcó.
En acabar la guerra fou nomenat secretari de Lo Rat Penat i el 1940 director degà del Centre de Cultura Valenciana fins al 1949, any de la seua mort, i també cronista oficial de la província. Llorente Falcó també tornà a agafar la direcció de Las Provincias, però no es recuperà mai de la pèrdua del seu fill. El 1949 Martí Domínguez passà a ser el nou director del diari, tot i que el règim franquista el destituí al cap d’uns anys per unes crítiques que el periodista havia fet en un article sobre la gestió per part del règim de la riuada del 1957, en què les instal·lacions del diari es varen veure seriosament malmeses i es varen perdre diversos documents i fotografies. 
Tots els articles de Llorente Falcó es poden trobar al llibre De mi Valencia de otros tiempos: Memorias de un setentón (1943), un recull dels seus textos a Las Provincias.

## Obres
Obres
- Ráfagas del campo (1909)
- La casa de la Diputación: monografía (1909)
- Cuentos maravilloso (1913)
- Nuevos cuentos maravillosos (1928)
- Epistolari Llorente: correspondència rebuda de 1861 a 1911 per Teodor Llorente Olivares (1928)
- Mistral y Llorente (1932)
- En defensa de la personalidad valenciana (1930)
- Miniaturas (1932)
- Eduardo Escalante (1934)
- Memorias de un setentón (1942-48)
- Los valencianos en San Sebastián (1941)
- Piadosa invocación (1941): recull d’articles del seu fill
- De mi Valencia de otros tiempos: Memorias de un setentón (1943)